# Rábanos
Rábanos település Spanyolországban, Burgos tartományban. Rábanos Villafranca Montes de Oca, Belorado, Villagalijo, Pradoluengo, Valmala, Santa Cruz del Valle Urbión, Pineda de la Sierra és Villasur de Herreros községekkel határos. Lakosainak száma 79 fő (2024).

## Népesség
A település népessége az utóbbi években az alábbiak szerint változott:
| Lakosok száma | 100  | 120  | 103  | 94   | 97   | 93   | 94   | 81   | 82   | 79   |
|               | 2001 | 2004 | 2006 | 2009 | 2011 | 2014 | 2016 | 2019 | 2021 | 2024 |